# Christian Sagna
Christian Lamine Sagna (* 9. November 1982 in Pikine) ist ein ehemaliger senegalesischer Fußballspieler.

## Karriere
Sagna startete seine Karriere mit AS Pikine und wechselte im Januar 2003 nach Lettland zu Dinaburg Daugavpils. Er kam in der Saison 2003 zu acht Spielen für Dinaburg Daugavpils in der Virslīga und wechselte im Frühjahr 2004 nach Litauen zu FK Sūduva Marijampolė. Er blieb drei Jahre in der A Lyga und kam zu 43 Spielen für FK Sūduva und erzielte dabei neun Tore. Im Sommer 2006 bekam er eine Einladung zum Probetraining in Rumänien, das er mit einer Vertragsunterzeichnung bei Petrolul Ploiești abschloss. Er spielte für Petrolul in 27 Spielen in der Liga II und steuerte in zwei Jahren elf Tore bei. Diese Quote brachte ihm 2008 eine Vertrag beim Erstligisten Gloria Buzău ein. Dort kam er aber nur zu drei Einsätzen in der Saison 2008/09. Im Januar 2009 verließ er Buzău und wechselte zurück in die zweite Liga zum FCM Târgoviște. Im Juni 2009 wechselte er zum CSM Râmnicu Sărat. 2010 kam sein Wechsel nach Frankreich zu Les Voltigeurs de Chateaubriant, wo er zu den Leistungsträgern zählte. Den Klub verließ er im Sommer 2011.